# Markus Schöffl

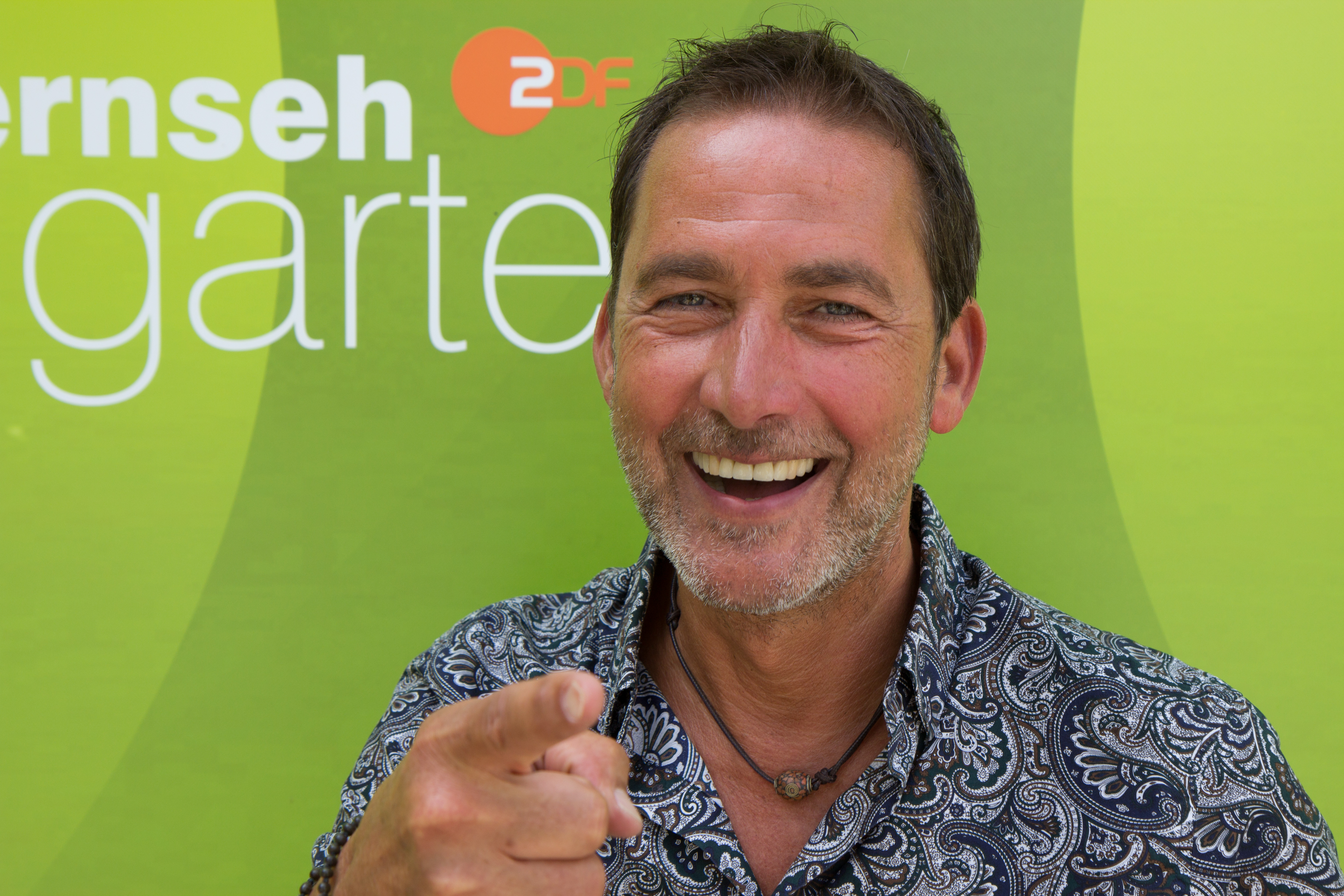
Markus Schöffl, 2018

Markus Schöffl (* 10. August 1962 in Siegen) ist ein deutscher Tanzlehrer und ehemaliger Turniertänzer.

## Leben
Im Jahr 1983 wurde Schöffl Tanzlehrer des ADTV, 1990 erwarb er den Trainerschein als Tanzsporttrainer A (Standard und Latein) im DTV. Er leitet seit 1995 eine Tanzschule in Limburg an der Lahn, wo er auch seine Abiturprüfung an der Tilemannschule ablegte. Als Choreograph und Warm-Upper war er unter anderem für den ZDF-Fernsehgarten tätig.
Markus Schöffl saß 2006 und 2007 in der Jury der Tanzshow Let’s Dance.
Des Weiteren hat er mehrere DVDs auf den Markt gebracht, darunter Get the Dance 1-3 sowie 2007 die 180-minütige Tanzkursshow Come Dancing (Regie: Michael F. Huse) mit dem Last Ballroom Orchestra unter der Leitung von Werner Last jr.

## Tanz/Choreographie
- „Train the Trainer“, seit 1990 Fachreferent beim weltgrößten Tanzlehrerkongress INTAKO
- Choreograph des „Tanz des Jahres“ 1997 und 2000
- Fachreferent beim Euro Dance Festival
- Choreograph beim ZDF-Fernsehgarten
- Choreograph für Thomas Gottschalk (TV-Welt)
- Opening-Show ARD Masters-Gala
- Ausbilder der ADTV Akademie - Fachbereich DISCO-FOX
- Beauftragter des Allgemeinen Deutschen Tanzlehrerverband im Bereich: TRENDS & NEWS (ADTV Trendscout)
- Choreograph der ADTV-Sommer-Hits
- Jury-Mitglied der Tanzshow Let’s Dance (Staffel 1 & 2)
- Choreograph der Black Eyed Peas bei Wetten, dass…?
- Choreograph von Daniela Katzenberger für The Dome
- Choreograph von Lionel Richie im ZDF
- Choreograph des Sommerhits „Ai Se Eu Te Pego!“ von Michel Teló
- Bringt den „GANGNAM STYLE“ von PSY nach Deutschland und tanzt am Brandenburger Tor den weltgrößten Dance Mob Silvester 2012 im ZDF mit über 1,2 Millionen Menschen
- Inszeniert die große Bühnen-Schow des Star Geigers DAVID GARRETT auf der ECHO Verleihung in Berlin
- Tanz-Kommentator live auf dem Bundespresseball 2014 für Deutsche Welle
- Event-Choreograph für: PROCTER & GAMBLE - BAYER - ZEISS - THYSSEN-KRUPP.

## Erfolge und Auszeichnungen
- Deutscher Meister 1997 und 2000 „Tanz des Jahres“
- Vize-Weltmeister 1997 in Blackpool „International Dance of the Year“
- Auszeichnung: „Beste Tanzanimation“ 2000 Club Aldiana
- „Train the Trainer“ bester Fachreferent 2000 im ADTV
- Weltmeister 2000 in Blackpool „International Dance of the Year“
- Verleihung des „ADTV-Moderatoren-Award 2003“
- Verleihung des „ADTV-Moderatoren-Award 2004“ des österreichischen Tanzlehrerverbandes
- Verleihung der „Goldenen Schallplatte“ für die Choreographie „Chocolate“ von Soul Control 2005
- Verleihung der Silbernen Ehren Nadel des Allgemeinen Deutschen Tanzlehrerverbandes (ADTV)